# Conlie
Conlie ist eine französische Gemeinde mit 1828 Einwohnern (Stand 1. Januar 2022) im Département Sarthe in der Region Pays de la Loire.

## Geographie
Der Ort liegt rund 22 Kilometer nordöstlich von Le Mans. Dazu gehören auch Verniette, Crannes, Vinay und Faneu.

## Geschichte
1793 hatte Conlie 1185 Einwohner. Zwei Jahre später wurde Verniette mit 167 Einwohnern eingemeindet. Im Deutsch-Französischen Krieg bestand in der Nähe ein Militärcamp, worüber Tristan Corbière ein Gedicht verfasste. Im Zweiten Weltkrieg wurde Conlie am 7. August 1944 von der deutschen Besatzung befreit.

## Partnergemeinden
Partnergemeinde ist seit 1999 Alford in England.

## Verkehr
Conlie liegt an der Bahnstrecke Paris–Brest und wird im Regionalverkehr mit TER-Zügen bedient.

## Sehenswürdigkeiten
- Romanische Kapelle in Verniette aus dem 13. Jahrhundert (Monument historique)
- Kirche Saint-Vigor
- Museum Roger-Bellon zum Zweiten Weltkrieg